# Bad Zurzach
Bad Zurzach, tot 1 december 2006 officieel Zurzach, is een plaats en voormalige gemeente in het Zwitserse kanton Aargau en maakt deel uit van het district Zurzach.

## Geschiedenis
Op 1 januari 2022 fuseerde de gemeente met Böbikon, Baldingen, Kaiserstuhl, Rekingen, Rietheim, Rümikon en Wislikofen tot een nieuwe gemeente die de naam Zurzach kreeg en waarvan Bad Zurzach de hoofdplaats werd.

## Bevolkingsontwikkeling
Bad Zurzach telt 4.137 inwoners.

## Geboren
- Maria Caecilia Attenhofer (1675-1753), moeder-overste